# Arkansas
Arkansas [ˈɑɹkənsɔː] ⓘ ist einer der südlichen Bundesstaaten der Vereinigten Staaten von Amerika und Teil der West South Central-Region. Er grenzt im Norden an Missouri, im Osten an Tennessee und Mississippi, im Süden an Louisiana, im Südwesten an Texas und im Westen an Oklahoma. Der Name Arkansas wurde vom Arkansas River übernommen und stammt von der französischen Aussprache der Algonkin-Bezeichnung akansa für die einheimischen Quapaw-Indianer, das sinngemäß „Volk des Südwinds“ bedeutet.
Arkansas ist der flächenmäßig 29. größte und der 33. bevölkerungsreichste Bundesstaat, mit einer Bevölkerung von etwas mehr als drei Millionen bei der Volkszählung 2020. Die Hauptstadt und bevölkerungsreichste Stadt ist Little Rock im Zentrum des Staates, ein Knotenpunkt für Verkehr, Wirtschaft, Kultur und Politik. Die nordwestliche Ecke des Bundesstaates, die Metropolregion Fayetteville-Springdale-Rogers, ist das zweite große Bevölkerungs- und Wirtschaftszentrum. Weitere bedeutende Städte sind Fort Smith, bekannt für seine historischen Stätten im Zusammenhang mit der Expansion des Westens und der Verfolgung der amerikanischen Ureinwohner, sowie Jonesboro im Nordosten und Pine Bluff im Südosten.
Der Beiname The Natural State rührt von der vielfältigen Geografie des Bundesstaates her, welche von den Bergregionen der Ozark und Ouachita Mountains, die das innere Hochland der USA bilden, über das dicht bewaldete Land im Süden, das als Arkansas Timberlands bekannt ist, bis hin zum östlichen Tiefland entlang des Mississippi und dem Arkansas Delta reicht.
Das Arkansas-Territorium, das zuvor zu Französisch-Louisiana gehörte und mit dem Louisiana Purchase 1803 Teil der USA wurde, wurde am 15. Juni 1836 als 25. Staat in die Union aufgenommen. Ein Großteil des Arkansas Deltas war für Baumwollplantagen erschlossen worden, und die dortigen Landbesitzer waren weitgehend von der Arbeit versklavter Afroamerikaner abhängig. 1861 spaltete sich Arkansas von den Vereinigten Staaten ab und schloss sich während des Amerikanischen Bürgerkriegs den Konföderierten Staaten von Amerika an. Nach der Rückkehr in die Union im Jahr 1868 litt Arkansas weiterhin unter seiner wirtschaftlichen Situation, da es sich zu sehr auf die Großplantagenwirtschaft stützte. Baumwolle blieb der wichtigste Rohstoff, während der Markt für Baumwolle weiter schrumpfte. Da Landwirte und Geschäftsleute sich nicht diversifizierten und kaum industrielle Investitionen getätigt wurden, geriet der Staat in wirtschaftlicher Hinsicht ins Hintertreffen. Im späten 19. Jahrhundert führte der Staat verschiedene Jim-Crow-Gesetze ein, um die afroamerikanische Bevölkerung zu entrechten und zu segregieren. Weiße Interessen dominierten die Politik von Arkansas, indem sie Afroamerikanern das Wahlrecht entzogen und sich weigerten, die Legislative neu aufzuteilen; erst nach Verabschiedung der Bundesgesetze erhielten mehr Afroamerikaner das Wahlrecht. Während der Bürgerrechtsbewegung in den 1950er und 1960er Jahren waren Arkansas und insbesondere Little Rock ein wichtiger Schauplatz für die Bemühungen um das Ende rassengetrennter Schulen. Nach dem Zweiten Weltkrieg in den 1940er Jahren begann Arkansas, seine Wirtschaft zu diversifizieren und Wohlstand zu erlangen. In den 1960er Jahren wurde der Bundesstaat zum Standort des Walmart-Konzerns, des nach Umsatz größten Unternehmens der Welt, mit Hauptsitz in Bentonville.
Im 21. Jahrhundert stützt sich die Wirtschaft von Arkansas auf den Dienstleistungssektor, die Flugzeugindustrie, die Geflügelindustrie, die Stahlindustrie und den Tourismus sowie weiterhin auf wichtige landwirtschaftliche Erzeugnisse wie Baumwolle, Sojabohnen und Reis. Der Bundesstaat unterhält ein Netz von öffentlichen Universitäten und Hochschulen, darunter die Arkansas State University und die University of Arkansas. Die Kultur von Arkansas ist in Museen, Theatern, Romanen, Fernsehsendungen, Restaurants und Sportstätten im ganzen Bundesstaat zu sehen.
In politischer Hinsicht gilt Arkansas als konservativer, republikanisch geprägter Staat, wobei der einzige aus Arkansas stammende US-Präsident der Demokrat Bill Clinton ist.

## Geografie
Der Mississippi River formte im Laufe der Zeit die östliche Grenze von Arkansas, während zwischen Clay County und Greene County der St. Francis River die westlichen Gebiete prägte. Vielerorts mäandert der Mississippi heute abseits seines ursprünglichen Flussbetts.
Arkansas wird von Bergen, dichten Wäldern und fruchtbaren Ebenen geprägt. Der Nordwesten ist Teil des Ozark-Plateaus sowie der Boston Mountains; im Süden gehören die Ouachita Mountains dazu, die vom Arkansas River abgeteilt werden. Die südlichen und östlichen Gebiete Arkansas’ werden als Lowlands bezeichnet. Alle dortigen Gebirge gehören zur U.S. Interior Highlands-Region – der einzigen größeren Gebirgsregion zwischen den Rocky Mountains im Westen und den Appalachen im Osten der Vereinigten Staaten.
Die sogenannten Lowlands sind auch bekannt unter der Bezeichnung ihrer Regionen: Grand Prairie und Mississippi Embayment (siehe Lower Mississippi Delta Region). Das Delta des Arkansas River ist eine flache Landschaft, die ebenfalls durch den nahgelegenen Mississippi geprägt wurde. Beide genannten Regionen sind fruchtbare Agrarlandschaften.

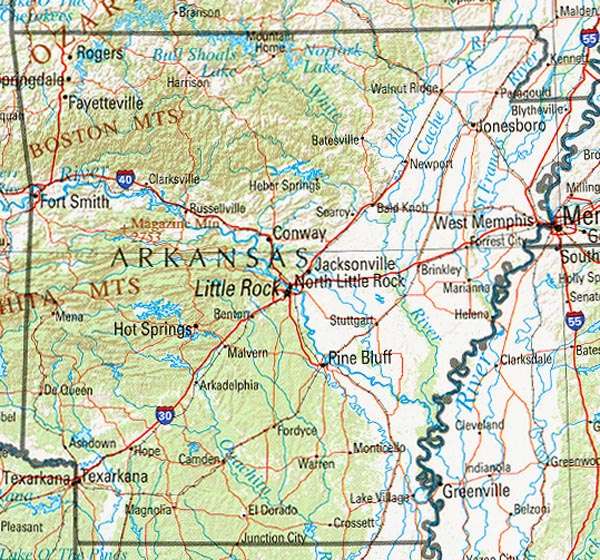
Geografische Karte Arkansas’

Dabei wird die Deltaregion durch eine ungewöhnliche geologische Struktur, die Crowley’s Ridge, geteilt. Ein schmales Band von kleineren Hügeln zwischen 65 und 170 m hoch durchzieht als Gliederung die Ebene. Diese Hügel waren wohl ursprünglich eine Insel zwischen dem Mississippi und dem Ohio River.
Arkansas besitzt eine große Anzahl natürlicher Höhlen, wie z. B. der Blanchard Springs Caverns, und hat in der Nähe von Murfreesboro das einzige natürliche Vorkommen von Diamanten in den USA. Der höchste Punkt ist der Mount Magazine im Norden des Staates mit 839 Metern.
Sehenswert sind der Hot-Springs-Nationalpark und die Blanchard Springs Caverns, eine Tropfsteinhöhle von nationaler Bedeutung.

### Nachbarstaaten
Die östliche Grenze Arkansas’ ist der Mississippi River, der Arkansas von Tennessee und Mississippi trennt. Im Süden grenzt Arkansas an Louisiana, im Westen an Texas und Oklahoma und im Norden an Missouri.

### Gliederung
Der US-Bundesstaat Arkansas ist in 75 Countys (Bezirke) eingeteilt.
Siehe auch: Liste der Countys in Arkansas

### Klima

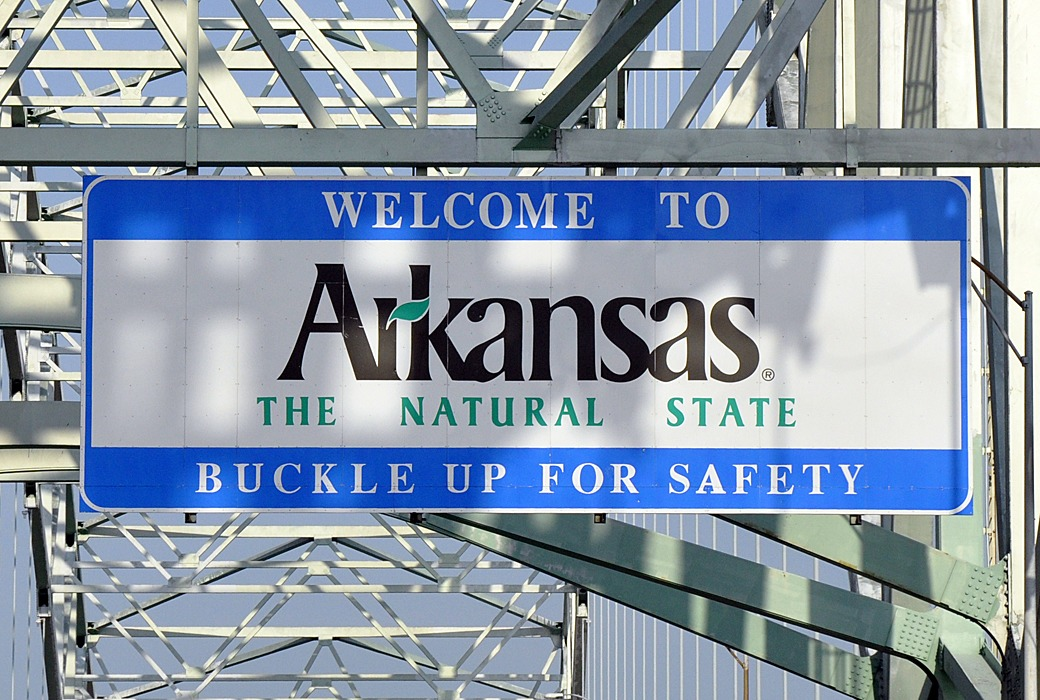
Grenzschild auf der Hernando de Soto Bridge bei Memphis

Arkansas zeichnet sich durch ein feucht gemäßigtes subtropisches Klima aus, das von feuchtem Kontinentalklima des nördlichen Hochlandes begrenzt wird. Auch wenn der Bundesstaat nicht direkt an den Golf von Mexiko grenzt, liegt er noch in dessen klimatischer Einflusssphäre. Generell wird das Klima durch sehr heiße und feuchte Sommer sowie trockene und milde Winter bestimmt. In Little Rock liegen beispielsweise die Durchschnittstemperaturen des Sommers um 32 °C und die des Winters um 10 °C. Die jährliche Niederschlagsmenge beträgt mit lokalen Abweichungen zwischen 1000 und 1500 Millimetern, wobei es im Süden etwas trockener als im Norden ist. Schneefälle sind durchaus üblich, aber mit durchschnittlich 13 Zentimetern wenig ergiebig.
Trotz seines subtropischen Klimas ist Arkansas für sein stellenweise extremes Wetter bekannt: Zwischen den Great Plains und dem Golf von Mexiko gelegen, verzeichnet man dort im Jahr bis zu 60 Gewitterstürme. Als Teil der Tornado Alley treten Tornados durchaus auch in Arkansas auf; einige der stärksten Tornados haben auch das Staatsgebiet getroffen. Arkansas ist allerdings weit genug von der Küste entfernt, um den direkten Auswirkungen der atlantischen Hurrikane zu entgehen. Häufiger treten dagegen die starken Regenfälle eines Orkansystems sowie kleinere Tornados auf.

## Bevölkerung

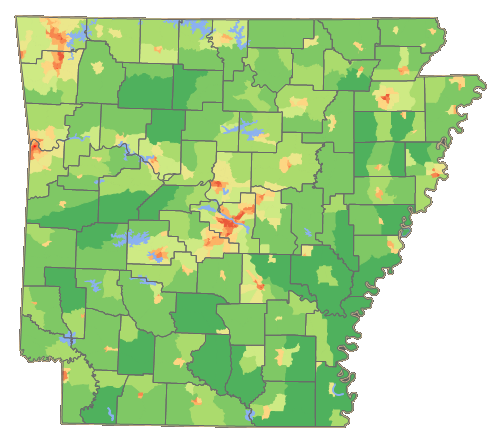
Bevölkerungsdichte

In Arkansas leben 2.915.918 Einwohner (Stand: Census 2010), davon 74,5 % Weiße, 15,4 % Afroamerikaner, 6,4 % Hispanics oder Latinos, 1,2 % Asiatische Amerikaner und 0,8 % Indianer.
Es gibt 1.132.488 Haushalte.

### Religionen
Die wichtigsten Religionsgemeinschaften im Jahr 2000:
665.307 Southern Baptist Convention, 179.383 United Methodist Church, 115.967 Katholische Kirche.
Es gibt viele andere, vor allem protestantisch geprägte, Konfessionen.

### Alters- und Geschlechterstruktur
Die Altersstruktur von Arkansas setzt sich folgendermaßen zusammen:
- bis 18 Jahre: 693.036 (24,7 %)
- 18 bis 64 Jahre: 1.728.976 (61,5 %)
- ab 65 Jahre: 388.860 (13,8 %)

Das Medianalter beträgt 37,1 Jahre.
51,0 % der Bevölkerung sind weiblich und 49,0 % männlich.

### Abstammung
2014 waren 11,2 % der Einwohner irischer Abstammung und stellen damit die größte Gruppe. Es folgen die Gruppen der Amerikanisch- (10,7 %), Deutsch- (10,6 %), Englisch- (9,6 %) und Französischstämmigen (1,9 %).

### Größte Städte
| Ort               |                   |  |         | Einwohner |
| Little Rock       | Little Rock       |  | 202.591 | 202.591   |
| Fayetteville      | Fayetteville      |  | 93.949  | 93.949    |
| Fort Smith        | Fort Smith        |  | 89.142  | 89.142    |
| Springdale        | Springdale        |  | 84.161  | 84.161    |
| Jonesboro         | Jonesboro         |  | 78.576  | 78.576    |
| Rogers            | Rogers            |  | 69.908  | 69.908    |
| North Little Rock | North Little Rock |  | 64.591  | 64.591    |
| Conway            | Conway            |  | 64.134  | 64.134    |
| Bentonville       | Bentonville       |  | 54.164  | 54.164    |
| Pine Bluff        | Pine Bluff        |  | 41.253  | 41.253    |
| Hot Springs       | Hot Springs       |  | 37.930  | 37.930    |
| Texarkana         | Texarkana         |  | 36.193  | 36.193    |
| Benton            | Benton            |  | 35.014  | 35.014    |
| Sherwood          | Sherwood          |  | 32.731  | 32.731    |
| Bella Vista       | Bella Vista       |  | 30.104  | 30.104    |
| Census 2020       |                   |  |         |           |

## Geschichte

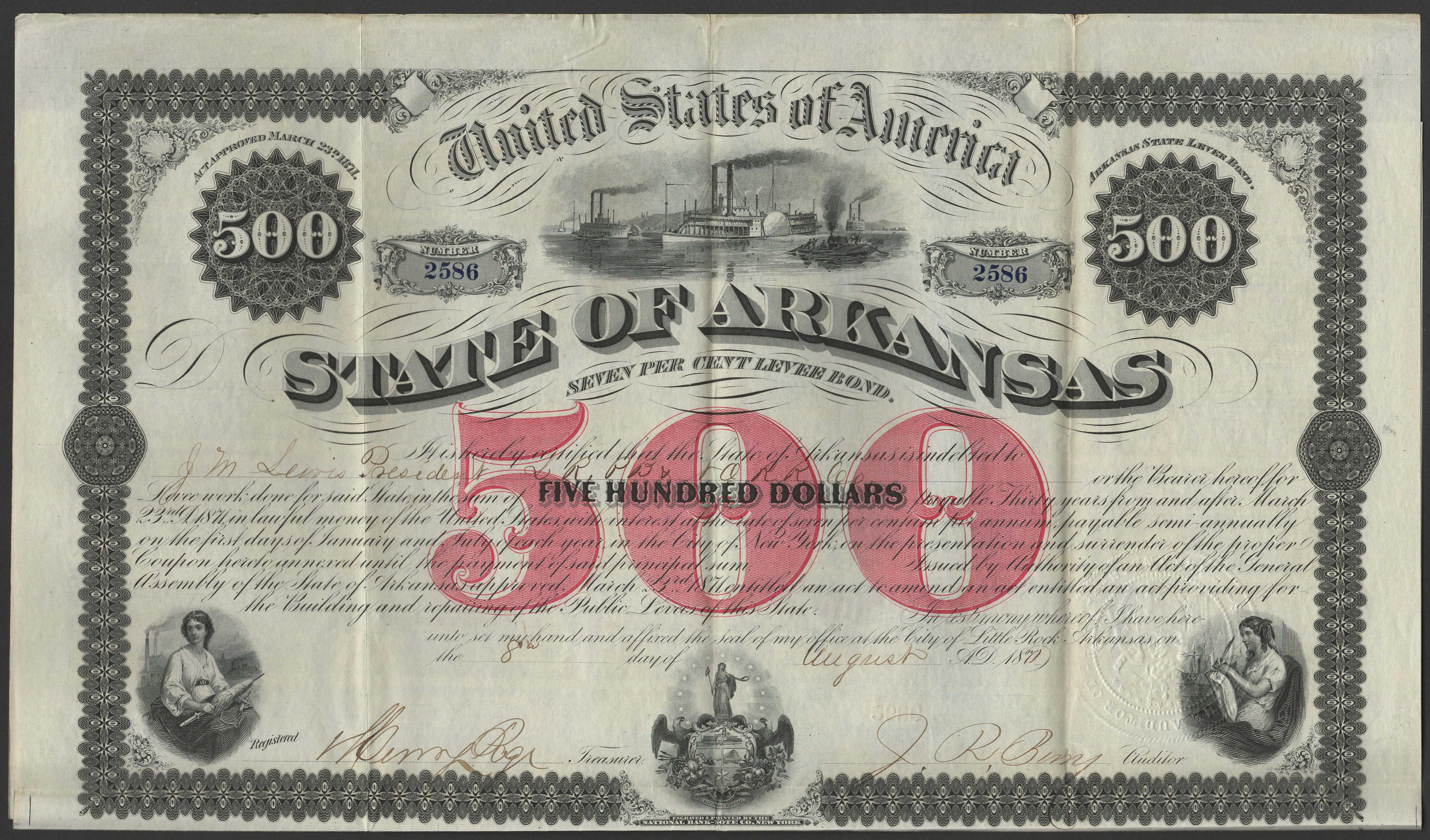
7%-Anleihe von Arkansas vom 8. August 1871

Bevor europäische Eroberer in das Gebiet des heutigen Arkansas kamen, besiedelten die Quapaw-, Caddo und die Osage-Indianer das Land. Erste europäische Eroberer waren der Spanier Hernando de Soto (1541) und die Franzosen Louis Joliet (1673) und Robert Cavelier de La Salle (1682). Die erste Siedlung der Franzosen wurde 1686 bei Arkansas Post gegründet. Arkansas gehörte im 18. Jahrhundert zur französischen Kolonie Louisiana. 1762 trat Frankreich das Gebiet an Spanien ab, erhielt es aber 1800 zurück. 1803 kam Arkansas als Teil des Louisiana-Landkaufs (Louisiana Purchase) an die USA und wurde am 15. Juni 1836 deren 25. Bundesstaat.
Im Zuge der Vertreibung der Indianer erlebte Arkansas in den 1830er Jahren einen Wirtschaftsboom. Dieser wurde zusätzlich noch durch den schuldenfinanzierten Ausbau der Verkehrswege befördert. 1840 war die Staatsverschuldung Arkansas daher deutlich angestiegen. Arkansas erklärte in der Folge der Wirtschaftskrise von 1837 1840 den Staatsbankrott und bediente seine Staatsanleihen nur noch teilweise weiter.
Arkansas trennte sich am 6. Mai 1861 im Sezessionskrieg von der Union. Bürger Arkansas’ nahmen an wichtigen Schlachten des Krieges auf Seiten der Konföderierten teil, wobei die Union bereits 1863 die Hauptstadt Little Rock besetzte und bis Kriegsende 1865 hielt. Nach dem Bürgerkrieg wurde Arkansas 1868 wieder Bundesstaat der USA. 1919 kam es im Sommer zu Lynchattacken gegen Afroamerikaner, bei denen fünf Weiße und zwischen 100 und 200 Schwarze ums Leben kamen.
1957 und 1958 kam es zu bemerkenswerten Rassenunruhen in Little Rock, als neun afroamerikanische Schüler, die als die Little Rock Nine bekannt wurden, ihr Grundrecht einforderten, Little Rock’s Central High School besuchen zu dürfen.
1967 gehörte Arkansas zu den letzten US-Bundesstaaten, die erst durch den obersten Gerichtshof dazu gezwungen werden mussten, das Verbot der Mischehe zu ändern. 1968 kippte der Oberste Gerichtshof der USA ein Gesetz Arkansas’, das das Lehren der Evolutionstheorie für illegal erklärte. 1981 musste ein Gericht Arkansas’ ein Gesetz für nichtig erklären, das anordnete, dass der Pseudowissenschaft Intelligent Design und der Evolutionstheorie im Biologieunterricht an Arkansas staatlichen Schulen der gleiche Anteil an Zeit eingeräumt werden müsse. 1978 wurde Bill Clinton mit 32 Jahren zum jüngsten Gouverneur von Arkansas gewählt und 1992 wurde er zum ersten aus Arkansas stammenden Präsidenten der Vereinigten Staaten gewählt.
Der Name Arkansas wurde auf sehr viele unterschiedliche Weisen ausgesprochen, die häufigsten waren /ˈɑrkənsɔː/ und /ærˈkæn.zəs/. 1881 verabschiedeten die beiden Kammern der Arkansas General Assembly eine Resolution (Arkansas Statutes, Title 1, Chapter 4, Section 105) und legte die erste Variante als „einzig korrekte Aussprache des Staatsnamens“ fest, da die State Historical Society und die Eclectic Society of Little Rock übereinstimmend zu dem Ergebnis gekommen waren, dass diese Aussprache von den frühen Einwanderern überliefert wurde.

## Politik

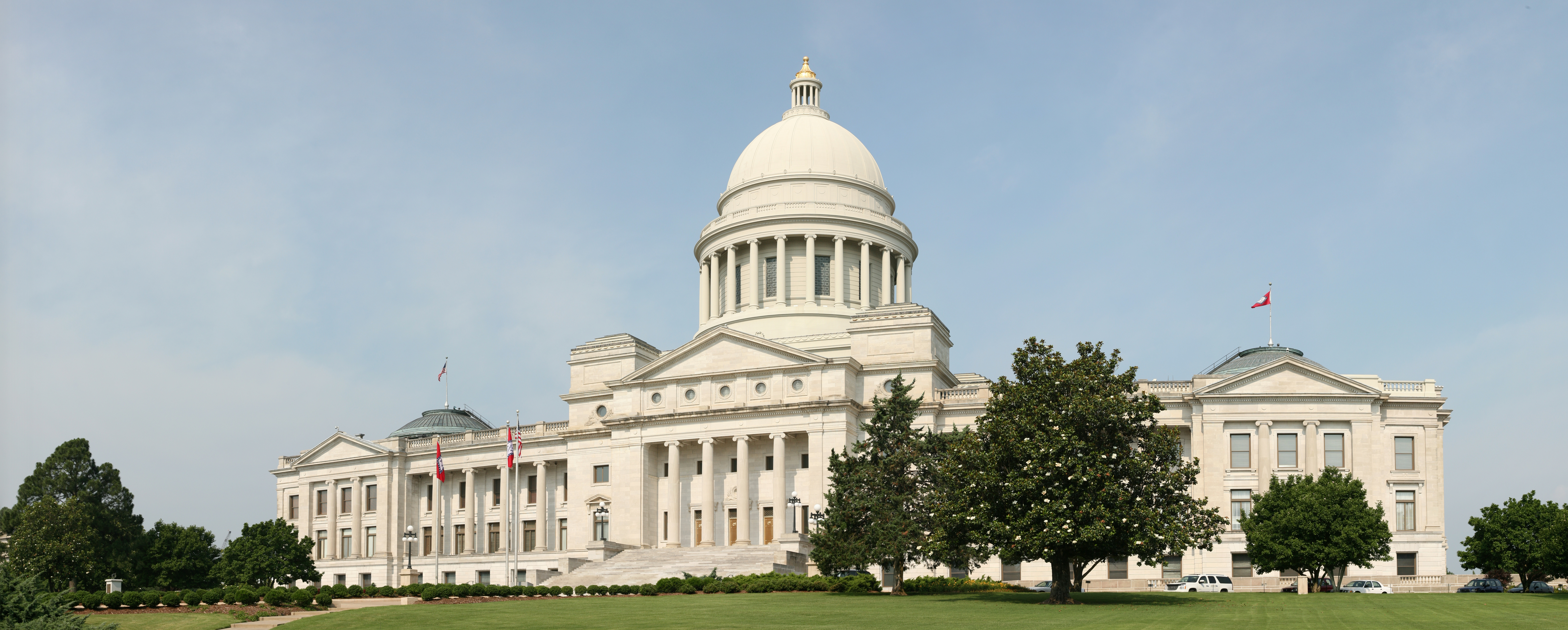
Sitz der Staatsregierung: das Arkansas State Capitol

Im frühen 20. Jahrhundert wurden rigide Mandatszeitbegrenzungen in den beiden Häusern der Arkansas General Assembly (Repräsentantenhaus und Senat) eingeführt, was die starke Stellung des Gouverneurs im Staat begünstigt hat.
Wegen seiner wenig industriellen Erwerbsstruktur spielte Arkansas im 20. Jahrhundert in den USA immer nur eine untergeordnete Rolle. Die Demokraten setzten in den 1870er Jahren eine weitgehende Dezentralisierung der öffentlichen Aufgaben durch, was die Entwicklung des Bundesstaates bis in die Gegenwart gehemmt hat. Zudem ist Arkansas einer der ärmsten Bundesstaaten. Nur West Virginia und Mississippi haben noch schlechtere Zahlen vorzuweisen. Erst 1992 trat Arkansas in den Fokus der Öffentlichkeit, als der bis dato relativ unbekannte Gouverneur Bill Clinton überraschend zum Kandidaten der Demokraten für die Präsidentschaft nominiert und später der 42. Präsident der Vereinigten Staaten wurde, nachdem er die Wahl gegen den republikanischen Amtsinhaber George Bush gewonnen hatte.
Arkansas stellt im Electoral College bei der Präsidentschaftswahl in den Vereinigten Staaten 2024, sowie schon seit 1964, sechs Wahlleute.
| Jahr | Republikaner    | Demokraten      |
| ---- | --------------- | --------------- |
| 2024 | 64,20 % 759.241 | 33,56 % 396.905 |
| 2020 | 62,40 % 760.647 | 34,78 % 423.932 |
| 2016 | 60,57 % 684.872 | 33,65 % 380.494 |
| 2012 | 60,57 % 647.744 | 36,88 % 394.409 |
| 2008 | 58,72 % 638.017 | 38,86 % 422.310 |
| 2004 | 54,31 % 572.898 | 44,55 % 469.953 |
| 2000 | 51,31 % 472.940 | 45,86 % 422.768 |
| 1996 | 36,80 % 325.416 | 53,74 % 475.171 |
| 1992 | 35,48 % 337.324 | 53,21 % 505.823 |
| 1988 | 56,37 % 466.578 | 42,19 % 349.237 |
| 1984 | 60,47 % 534.774 | 38,29 % 338.646 |
| 1980 | 48,13 % 403.164 | 47,52 % 398.041 |
| 1976 | 34,93 % 268.753 | 64,94 % 499.614 |
| 1972 | 68,82 % 445.751 | 30,71 % 198.899 |

Zwar ist der Südstaat nicht durch eine Metropole wie New Orleans gekennzeichnet, aber der Großraum von Little Rock und die Indianergebiete im Nordwesten des Staates sind starke Zentren der Demokraten. Ihnen ist es zu verdanken, dass die Demokraten hier länger an ihrer früheren Vormachtstellung festhalten konnten als in anderen Südstaaten. Seit den 1990er Jahren haben die Republikaner deutlich an Boden gewonnen, insbesondere, weil ihr politisches Programm niedriger Steuern und gesellschaftlichen Konservatismus den Nerv vieler Einwohner traf und sie in den am schnellsten wachsenden Gebieten wie den nordwestlichen Vorstädten von Little Rock am stärksten waren. Der populäre langjährige Gouverneur Mike Huckabee von den Republikanern setzte die Politik seiner demokratischen Vorgänger mit hohen Investitionen des Staates in Infrastruktur, Sozialausgaben und Wirtschaftsförderung fort. Er trat mehrfach als Präsidentschaftskandidat in der Vorwahl seiner Partei an. Seit den Wahlen des Jahres 2010 mussten die Demokraten auch bei staatsweiten Wahlen deutliche Verluste hinnehmen. US-Senatorin Blanche Lincoln verlor ihr Mandat 2010 an den Republikaner John Boozman; ihr Senats- und Parteikollege Mark Pryor verlor sein Mandat 2014 an den Republikaner Tom Cotton. 2012 gewannen die Republikaner erstmals seit der Reconstruction wieder eine Mehrheit im Abgeordnetenhaus des Bundesstaats. Im Repräsentantenhaus der Vereinigten Staaten werden die vier Kongresswahlbezirke des Staates seit dem 112. Kongress von vier Republikanern vertreten; im 111. Kongress waren es noch drei Demokraten und ein Republikaner gewesen.

### Gouverneure und Stellvertreter
- Gouverneur von Arkansas
- Liste der Gouverneure von Arkansas
- Liste der Vizegouverneure von Arkansas

### Vertretung von Arkansas im Kongress
- Liste der US-Senatoren aus Arkansas
- Liste der Kongressabgeordneten aus Arkansas

### Mitglieder im 119. Kongress
|  | Name                    | Mitglied seit | Parteizugehörigkeit |
|  | ----------------------- | ------------- | ------------------- |
|  | Eric Alan Rick Crawford | 2011          | Republikaner        |
|  | James French Hill       | 2015          | Republikaner        |
|  | Stephen Allen Womack    | 2011          | Republikaner        |
|  | Bruce Eugene Westerman  | 2015          | Republikaner        |

|  | Name                 | Mitglied seit | Parteizugehörigkeit |
|  | -------------------- | ------------- | ------------------- |
|  | Thomas Bryant Cotton | 2015          | Republikaner        |
|  | John Boozman         | 2011          | Republikaner        |

### Todesstrafe
In Arkansas ist die Todesstrafe Bestandteil des Gesetzes. Sie wird verhängt und weiterhin vollstreckt.
Anzahl der Hinrichtungen pro Jahr:
| Jahr   | 1990 | 1992 | 1994 | 1995 | 1996 | 1997 | 1998 | 1999 | 2000 | 2001 | 2003 | 2004 | 2005 | 2017 | Summe |
| Anzahl | 2    | 2    | 5    | 2    | 1    | 4    | 1    | 4    | 2    | 1    | 1    | 1    | 1    | 4    | 31    |

## Kultur und Sehenswürdigkeiten

### Nationalparks
In Arkansas gibt es einen Nationalpark, den Hot Springs National Park. Insgesamt weist der National Park Service für Arkansas sieben geschützte Liegenschaften (siehe Liste unten) sowie fünf National Natural Landmarks aus (Stand 30. September 2017). In Arkansas gibt es insgesamt 52 State Parks.
| Nationalpark                                                                             | Lage                                                     | Ansicht |
| ---------------------------------------------------------------------------------------- | -------------------------------------------------------- | ------- |
| Hot-Springs-Nationalpark - Arkansas - 1.570.072 Besucher (2003) - gegründet 4. März 1921 | Hot-Springs-Nationalpark · Karte der Vereinigten Staaten |         |

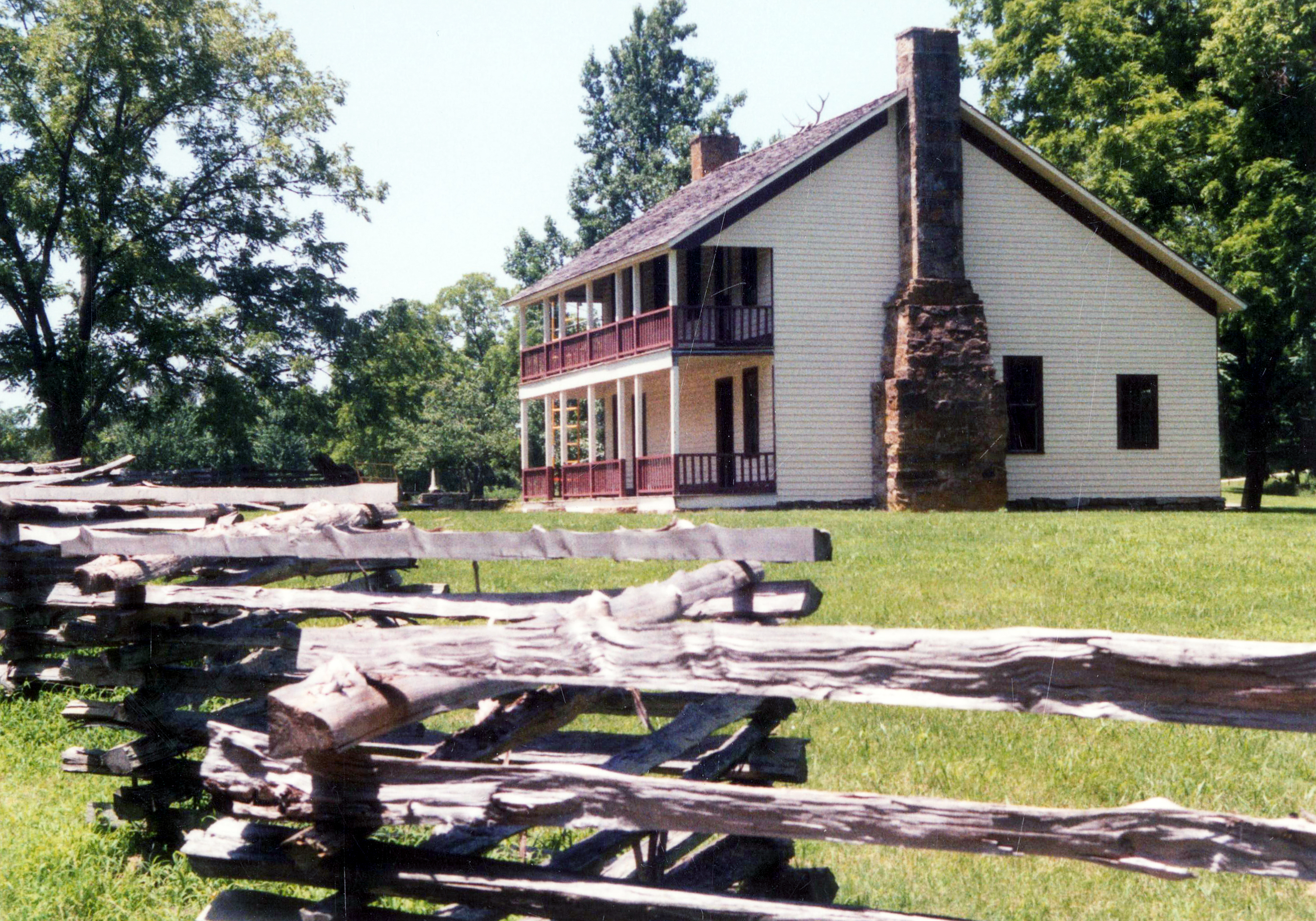
Pea Ridge National Military Park (2000)

Weitere Schutzausweisungen in Arkansas in Form von National Historic Sites, National Military Parks und National Rivers sind:
- Arkansas Post National Memorial bei Gillett
- Buffalo River
- Fort Smith National Historic Site
- Little Rock Central High School National Historic Site
- Pea Ridge National Military Park
- President William Jefferson Clinton Birthplace Home National Historic Site

Hinzu kommt als National Historic Trail der Pfad der Tränen (engl. „Trail of Tears“), der neben Arkansas durch acht weitere Bundesstaaten führt.

### Kulturdenkmäler

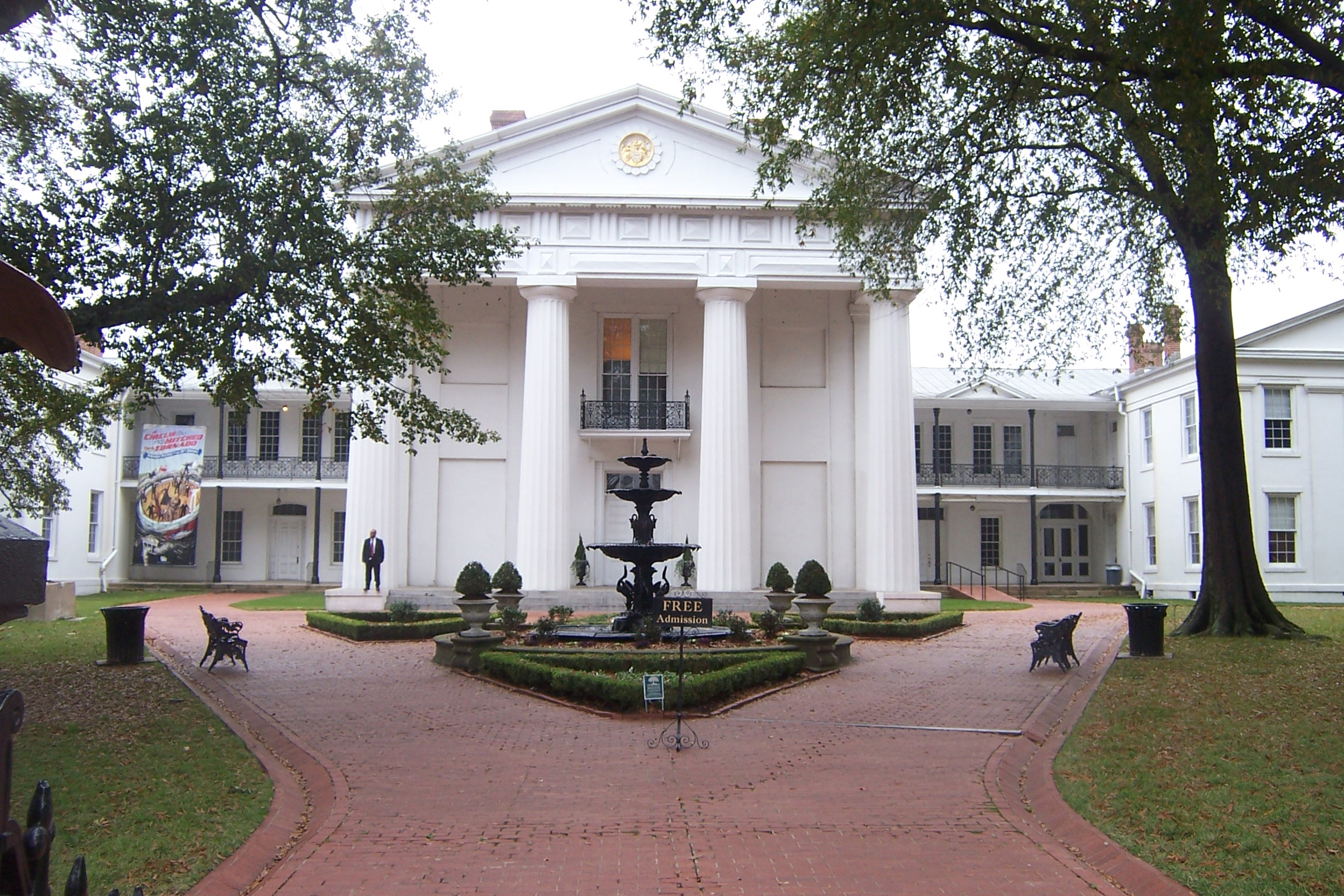
Das Old State House ist eine von 17 National Historic Landmarks in Arkansas.

Der NPS weist für Arkansas 17 National Historic Landmarks sowie 2657 Einträge im National Register of Historic Places aus (Stand 30. September 2017).

## Wirtschaft und Infrastruktur
Das BIP betrug im Jahr 2016 120,6 Milliarden USD, was ca. 0,65 Prozent am Gesamt-BIP der USA ausmachte. Das Bruttoinlandsprodukt pro Kopf (engl. per capita GDP) betrug 2016 USD 40.388 (Durchschnitt der 50 US-Bundesstaaten: USD 57.118; nationaler Rangplatz: 47). Die Arbeitslosenrate lag im November 2017 bei 3,7 % (Landesdurchschnitt: 4,1 %).
Wichtigster Wirtschaftszweig ist die Landwirtschaft:
- Anbau von Sojabohnen, Reis, Obst, Weizen und Baumwolle
- Geflügelzucht
- Waldwirtschaft und Holz verarbeitende Industrie

Arkansas besitzt reiche Bodenschätze (Bauxit, Kohle, Erdöl, Erdgas).
Von Bedeutung sind die Textil- und die Nahrungsmittelindustrie.

## Bildung
Zu den größten staatlichen Hochschulen gehören die sechs Standorte des University of Arkansas System, die vier Standorte des Arkansas State University System sowie die University of Central Arkansas. Weitere Hochschulen sind in der Liste der Universitäten in Arkansas verzeichnet.

## Verkehr
Liste der State-, U.S.- und Interstate-Highways in Arkansas

### Flughäfen
Der Little Rock National Airport (Adams Field) und der Northwest Arkansas Regional Airport in Highfill im Benton County sind Arkansas’ Hauptflughäfen. Ein begrenzter Personenverkehr in erster Linie für Geschäftsreisende findet auf den kleineren Flughäfen in Fort Smith, Texarkana, Pine Bluff, Harrison, dem Ozark Regional Airport Mountain Home, ferner den Flughäfen Hot Springs, El Dorado und Jonesboro statt. Viele Flugreisende im östlichen Arkansas nutzen den Memphis International Airport.

### Eisenbahn
Amtraks Texas Eagle absolviert täglich mehrere Stopps in Arkansas auf seiner Reise von Chicago nach San Antonio.